# Siem de Jong
Siem de Jong (* 28. Januar 1989 in Aigle, Schweiz) ist ein niederländischer Fußballspieler.

## Leben
De Jong kam am 28. Januar 1989 als Sohn der niederländischen Volleyballer George de Jong und Loekie Raterink in Aigle im Südwesten der Schweiz zur Welt. Zusammen mit seinem jüngeren Bruder Luuk, der ebenfalls Profifußballer ist, zog die Familie im Jahr 1995 nach Achterhoek in die Niederlande. Er besuchte das Rietveld Lyceum, das auch von Guus Hiddink, Klaas-Jan Huntelaar und Paul Bosvelt besucht wurde.

## Karriere

### Verein
De Jong spielte bis 2001 in der Jugend vom Doetinchemer Verein DZC ’68, ehe er im Alter von 12 Jahren von VBV De Graafschap Doetinchem entdeckt wurde. Nach vier Jahren bei De Graafschap lockte ihn Ajax in sein Jugendinternat. Innerhalb eines Jahres schaffte er schließlich den Sprung in den Profikader und zählte ab der Saison 2007/08 zur Erstligamannschaft des Vereins. Am 26. Oktober 2007 gab de Jong sein Debüt für die Amsterdamer. Im Spiel gegen Kozakken Boys wurde er in der 80. Minute für Jan Vertonghen eingewechselt. Sein erstes Eredivisie-Spiel bestritt er gegen Sparta Rotterdam. Mit einem Tor in der Nachspielzeit sicherte er seinem Team das 2:2-Unentschieden. Nach seinem ersten Profijahr kam er zu über 20 Ligaeinsätzen und war somit der einzige Spieler unter 20 Jahren, der diese Marke für diese Spielzeit durchbrach.
Zur Saison 2014/15 wechselte de Jong von Ajax zu Newcastle United. Nach zwei Jahren in England, bei denen er sich nicht durchsetzen konnte, kehrte er im August 2016 in die Niederlande, diesmal zur PSV Eindhoven, zurück.
In der Saison 2017–2018 war er wieder bei Ajax, wo er diesmal in 21 Eredivisie-Spielen, davon nur eines über 90 Minuten, vier Tore erzielte. Bei seiner letzten Partie für Ajax handelte er sich am 31. Spieltag bei einer 0:3-Niederlage in Eindhoven kurz vor Schluss noch eine rote Karte ein.
Für die A-League Saison 2018/19 wurde der mittlerweile 29-Jährige von Ajax an den mehrfachen australischen Meister Sydney FC ausgeliehen, wo er die Rolle des Marquee-Spielers einnimmt. Nachdem er in der Saison 2019/21 wieder zum Kader von Ajax gehört hatte, wurde er dort in 23 möglichen Ligaspielen lediglich viermal eingesetzt (bei keinem Spiel über die volle Länge). Hinzu kam ein Pokalspiel gegen den SV Spakenburg, einem Verein in der dritten Liga, mit drei Torerfolgen und vier Minuteneinsätze in der Champions League.
Im Februar 2020 wechselte er zum FC Cincinnati in die Major League Soccer, wo er einen Vertrag für die Saison 2020 unterschrieb. Infolge der COVID-19-Pandemie wurde dort die Saison nach zwei Spieltagen, an denen de Jong noch nicht eingesetzt worden war, unterbrochen und erst ab August 2020 fortgesetzt. Insgesamt bestritt er 13 von 20 möglichen Ligaspielen für Cincinnati.
Nach Ende der Saison wechselte er zum Jahreswechsel 2020/21 zurück in die Niederlande, wo er beim Erstligisten SC Heerenveen einen Vertrag bis zum Ende der Saison 2021/22 unterschrieb. Im Rest der Saison 2020/21 bestritt er 19 von 20 möglichen Ligaspielen mit vier Toren und drei Pokalspielen mit zwei Toren. In der nächsten Saison waren es 27 von 34 möglichen Ligaspielen und drei Pokalspiele, in denen er ein Tor schoss.
Zur Saison 2022/23 kehrte er zu BV De Graafschap in die Eerste Divisie, der zweithöchsten niederländischen Liga, zurück, wo er bereits in seiner Jugend gespielt hatte. Dort unterschrieb er Mitte Juni 2022 einen Vertrag mit einer Laufzeit von einem Jahr mit der Option der Verlängerung um ein weiteres Jahr. Er bestritt dort 26 von 38 möglichen Ligaspielen, in denen er fünf Tore schoss, sowie zwei Pokalspiele mit einem Tor. Mitte Mai 2023 gab der Verein vor dem letzten Spieltag sein Karriereende bekannt.

### Nationalmannschaft
De Jong war Nationalspieler der U19, U20 und U21 der Niederlande.
Nach der Weltmeisterschaft 2010 berief Bondscoach Bert van Marwijk de Jong für das Match in Donezk am 11. August 2010 gegen die Ukraine erstmals in den Kader der A-Nationalmannschaft. Da das Spiel zeitnah am WM-Finale war, hatte van Marwijk auf die bei der WM eingesetzten Spieler verzichtet. De Jong stand beim 1:1-Unentschieden in der Startformation von Oranje und wurde nach 63 Minuten gegen einen anderen Debütanten, Leroy Fer, ausgewechselt.

## Erfolge und Auszeichnungen

### Verein
Ajax Amsterdam (2007–2014)
- Niederländischer Meister: 2011, 2012, 2013, 2014
- Niederländischer Pokal: 2010
- Johan Cruijff Schaal (Superpokal): 2013

FC Sydney
- Australischer Meister: 2019